# Micheal Haley
Micheal Haley, född 30 mars 1986, är en kanadensisk professionell ishockeyspelare som spelar för New York Rangers i NHL men även deras primära samarbetspartner Hartford Wolfpack i AHL
Han har tidigare spelat på NHL-nivå för Florida Panthers, San Jose Sharks, New York Rangers och New York Islanders och på lägre nivåer för Springfield Thunderbirds, San Jose Barracuda, Worcester Sharks, Hartford Wolf Pack, Connecticut Whale och Bridgeport Sound Tigers i AHL, Utah Grizzlies och South Carolina Stingrays i ECHL samt Sarnia Sting och Toronto St. Michael's Majors i OHL.
Haley blev aldrig draftad av något lag.

## Statistik
| 2001–2002   | Oshawa Generals Midget AAA   |             | 29  | 23 | 17 | 40  | 83   | —  | — | — | —  | —  |
| 2002–2003   | Sarnia Sting                 | OHL         | 43  | 3  | 3  | 6   | 32   | 6  | 0 | 0 | 0  | 2  |
| 2003–2004   | Sarnia Sting                 | OHL         | 51  | 8  | 8  | 16  | 69   | —  | — | — | —  | —  |
| 2004–2005   | Sarnia Sting                 | OHL         | 61  | 14 | 16 | 30  | 122  | —  | — | — | —  | —  |
| 2005–2006   | Sarnia Sting                 | OHL         | 23  | 2  | 6  | 8   | 83   | —  | — | — | —  | —  |
|             | Toronto St. Michael's Majors | OHL         | 30  | 12 | 0  | 12  | 78   | 4  | 0 | 1 | 1  | 11 |
| 2006–2007   | Toronto St. Michael's Majors | OHL         | 68  | 30 | 24 | 54  | 174  | —  | — | — | —  | —  |
|             | South Carolina Stingrays     | ECHL        | 7   | 5  | 1  | 6   | 13   | —  | — | — | —  | —  |
| 2007–2008   | Bridgeport Sound Tigers      | AHL         | 36  | 2  | 2  | 4   | 75   | —  | — | — | —  | —  |
|             | Utah Grizzlies               | ECHL        | 28  | 11 | 8  | 19  | 115  | 14 | 7 | 6 | 13 | 49 |
| 2008–2009   | Bridgeport Sound Tigers      | AHL         | 45  | 5  | 3  | 8   | 99   | 5  | 1 | 0 | 1  | 10 |
| 2009–2010   | New York Islanders           | NHL         | 2   | 0  | 0  | 0   | 9    | —  | — | — | —  | —  |
|             | Bridgeport Sound Tigers      | AHL         | 65  | 6  | 8  | 14  | 196  | 3  | 0 | 0 | 0  | 4  |
| 2010–2011   | New York Islanders           | NHL         | 27  | 2  | 1  | 3   | 85   | —  | — | — | —  | —  |
|             | Bridgeport Sound Tigers      | AHL         | 50  | 12 | 10 | 22  | 144  | —  | — | — | —  | —  |
| 2011–2012   | New York Islanders           | NHL         | 14  | 0  | 0  | 0   | 57   | —  | — | — | —  | —  |
|             | Bridgeport Sound Tigers      | AHL         | 51  | 15 | 10 | 25  | 125  | 3  | 0 | 0 | 0  | 2  |
| 2012–2013   | New York Rangers             | NHL         | 9   | 0  | 0  | 0   | 12   | 2  | 0 | 0 | 0  | 0  |
|             | Connecticut Whale            | AHL         | 69  | 10 | 13 | 23  | 170  | —  | — | — | —  | —  |
| 2013–2014   | Hartford Wolf Pack           | AHL         | 53  | 7  | 11 | 18  | 131  | —  | — | — | —  | —  |
| 2014–2015   | San Jose Sharks              | NHL         | 4   | 0  | 0  | 0   | 11   | —  | — | — | —  | —  |
|             | Worcester Sharks             | AHL         | 68  | 18 | 13 | 31  | 106  | 4  | 2 | 1 | 3  | 2  |
| 2015–2016   | San Jose Sharks              | NHL         | 16  | 1  | 0  | 1   | 48   | —  | — | — | —  | —  |
|             | San Jose Barracuda           | AHL         | 41  | 12 | 11 | 23  | 52   | —  | — | — | —  | —  |
| 2016–2017   | San Jose Sharks              | NHL         | 58  | 2  | 10 | 12  | 128  | —  | — | — | —  | —  |
| 2017–2018   | Florida Panthers             | NHL         | 75  | 3  | 6  | 9   | 212  | —  | — | — | —  | —  |
| 2018–2019   | Florida Panthers             | NHL         | 24  | 1  | 2  | 3   | 30   | —  | — | — | —  | —  |
|             | Springfield Thunderbirds     | AHL         | 2   | 1  | 1  | 2   | 7    | —  | — | — | —  | —  |
|             | San Jose Sharks              | NHL         | —   | —  | —  | —   | —    | —  | — | — | —  | —  |
| NHL totalt  | NHL totalt                   | NHL totalt  | 229 | 9  | 19 | 28  | 592  | 2  | 0 | 0 | 0  | 0  |
| AHL totalt  | AHL totalt                   | AHL totalt  | 480 | 88 | 82 | 170 | 1105 | 15 | 3 | 1 | 4  | 18 |
| ECHL totalt | ECHL totalt                  | ECHL totalt | 35  | 16 | 9  | 25  | 128  | 14 | 7 | 6 | 13 | 49 |
| OHL totalt  | OHL totalt                   | OHL totalt  | 276 | 69 | 57 | 126 | 558  | 10 | 0 | 1 | 1  | 13 |